# Винерат
Винерат (њем. Winnerath) општина је у њемачкој савезној држави Рајна-Палатинат. Једно је од 74 општинска средишта округа Арвајлер. Према процјени из 2010. у општини је живјело 221 становника. Посједује регионалну шифру (AGS) 7131085.

## Географски и демографски подаци
Винерат се налази у савезној држави Рајна-Палатинат у округу Арвајлер. Општина се налази на надморској висини од 460 метара. Површина општине износи 3,3 km². У самом мјесту је, према процјени из 2010. године, живјело 221 становника. Просјечна густина становништва износи 66 становника/km².